# Scottish League Cup 1995/96
Der Scottish League Cup wurde 1995/96 zum 50. Mal ausgespielt. Der schottische Fußball-Ligapokal, der offiziell als Coca-Cola Scottish League Cup ausgetragen wurde, begann am 5. August 1995 und endete mit dem Finale am 26. November 1995. Den unter den Teilnehmern der Scottish Football League und der Scottish Premier League ausgespielten Pokalwettbewerb gewann der FC Aberdeen. Wurde ein Duell nach 90 Minuten plus Verlängerung nicht entschieden, kam es zum Elfmeterschießen.

## 1. Runde
Ausgetragen wurden die Begegnungen am 5. August 1995.
|                    | Ergebnis        |                       |
| ------------------ | --------------- | --------------------- |
| Albion Rovers      | 0:1             | FC Cowdenbeath        |
| Alloa Athletic     | 2:1             | Forfar Athletic       |
| Berwick Rangers    | 1:1 (?:? i. E.) | Inverness CT          |
| Brechin City       | 2:3 n. V.       | FC East Fife          |
| FC Clyde           | 1:2             | FC East Stirlingshire |
| FC Montrose        | 0:2             | FC Livingston         |
| Queen of the South | 3:1             | FC Queen’s Park       |
| Ross County        | 0:2             | FC Arbroath           |

## 2. Runde
Ausgetragen wurden die Begegnungen am 19. August 1995.
|                       | Ergebnis        |                     |
| --------------------- | --------------- | ------------------- |
| FC Aberdeen           | 3:1             | FC St. Mirren       |
| Ayr United            | 0:3             | Celtic Glasgow      |
| Berwick Rangers       | 0:7             | Partick Thistle     |
| FC Clydebank          | 1:1 (?:? i. E.) | FC Motherwell       |
| FC Cowdenbeath        | 0:4             | Dundee United       |
| Dunfermline Athletic  | 3:0             | FC Stranraer        |
| FC East Fife          | 2:3             | Airdrieonians FC    |
| FC East Stirlingshire | 0:6             | FC Dundee           |
| Heart of Midlothian   | 3:0             | Alloa Athletic      |
| Hibernian Edinburgh   | 3:1             | FC Stenhousemuir    |
| FC Kilmarnock         | 1:0 n. V.       | FC Dumbarton        |
| Queen of the South    | 0:2             | FC Falkirk          |
| Raith Rovers          | 2:1             | FC Arbroath         |
| Glasgow Rangers       | 3:0             | Greenock Morton     |
| FC St. Johnstone      | 1:1 (?:? i. E.) | FC Livingston       |
| Stirling Albion       | 2:0             | Hamilton Academical |

## 3. Runde
Ausgetragen wurden die Begegnungen am 29./30. und 31. August 1995.
|                     | Ergebnis  |                      |
| ------------------- | --------- | -------------------- |
| Airdrieonians FC    | 2:0       | Hibernian Edinburgh  |
| Dundee United       | 1:2       | FC Motherwell        |
| FC Dundee           | 3:1       | FC Kilmarnock        |
| FC Falkirk          | 1:4       | FC Aberdeen          |
| Heart of Midlothian | 2:1       | Dunfermline Athletic |
| FC Livingston       | 1:2       | Partick Thistle      |
| Glasgow Rangers     | 3:2       | Stirling Albion      |
| Celtic Glasgow      | 3:2 n. V. | Raith Rovers         |

## Viertelfinale
Ausgetragen wurden die Begegnungen am 19./20. September 1995.
|                  | Ergebnis              |                     |
| ---------------- | --------------------- | ------------------- |
| FC Motherwell    | 1:2 n. V.             | FC Aberdeen         |
| Celtic Glasgow   | 0:1                   | Glasgow Rangers     |
| FC Dundee        | ?:? n. V. (5:4 n. E.) | Heart of Midlothian |
| Airdrieonians FC | 3:2 n. V.             | Partick Thistle     |

## Halbfinale
Ausgetragen wurden die Begegnungen am 24./25. Oktober 1995.
|             | Ergebnis |                  |
| ----------- | -------- | ---------------- |
| FC Aberdeen | 2:1      | Glasgow Rangers  |
| FC Dundee   | 2:1      | Airdrieonians FC |

## Finale
| FC Aberdeen                                 | FC Aberdeen | FC Dundee | FC Dundee |
| ------------------------------------------- | --- | --- | --------- |
| FC Aberdeen                                 | \| 26. November 1995 in Glasgow (Hampden Park) \| \| Ergebnis: 2:0 (1:0) \| \| Zuschauer: 33.099 \| \| Schiedsrichter: Leslie Mottram \| \| Spielbericht \|                                                                  | \| 26. November 1995 in Glasgow (Hampden Park) \| \| Ergebnis: 2:0 (1:0) \| \| Zuschauer: 33.099 \| \| Schiedsrichter: Leslie Mottram \| \| Spielbericht \|                                                                                | FC Dundee |
| FC Aberdeen                                 | Michael Watt – Stewart McKimmie, Stephen Glass, John Inglis, Gary Smith – Brian Grant, Joe Miller (79. Hugh Robertson), Paul Bernard, Eoin Jess (85. Peter Hetherston) – Duncan Shearer, Billy Dodds Cheftrainer: Roy Aitken | Michel Pageaud – Jim Duffy, Tommy McQueen, Roddy Manley, Neil Duffy – Morten Wieghorst, George Shaw, Dušan Vrťo (82. Ray Farningham), Neil McCann (69. Iain Anderson) – Paul Tosh (61. Gerry Britton), Jim Hamilton Cheftrainer: Jim Duffy | FC Dundee |
| FC Aberdeen                                 | 1:0 Shearer (33.) 2:0 Dodds (46.) | | FC Dundee |
| 26. November 1995 in Glasgow (Hampden Park) | | |           |
| Ergebnis: 2:0 (1:0)                         | | |           |
| Zuschauer: 33.099                           | | |           |
| Schiedsrichter: Leslie Mottram              | | |           |
| Spielbericht                                | | |           |